# Aspeboda
Aspeboda – miejscowość (tätort) w Szwecji, w regionie administracyjnym (län) Dalarna, w gminie Falun.
Według danych Szwedzkiego Urzędu Statystycznego liczba ludności wyniosła: 219 (31 grudnia 2015), 345 (31 grudnia 2018) i 340 (31 grudnia 2019).